# Taygetis rufomarginata
Taygetis rufomarginata är en fjärilsart som beskrevs av Otto Staudinger 1888. Taygetis rufomarginata ingår i släktet Taygetis och familjen praktfjärilar. Inga underarter finns listade i Catalogue of Life.